# Хофкирхен-ан-дер-Тратнах
Хофкирхен-ан-дер-Тратнах (нем. Hofkirchen an der Trattnach) — коммуна (нем. Gemeinde) в Австрии, в федеральной земле Верхняя Австрия. 
Входит в состав округа Грискирхен.  Население составляет 1478 человек (на 31 декабря 2005 года). Занимает площадь 18 км². Официальный код  —  40811.

## Политическая ситуация
Бургомистр коммуны — Алойс Цаунер (АНП) по результатам выборов 2003 года.
Совет представителей коммуны (нем. Gemeinderat) состоит из 19 мест.
- АНП занимает 11 мест.
- СДПА занимает 5 мест.
- АПС занимает 3 места.